# Erlöserkirche (Eichstätt)

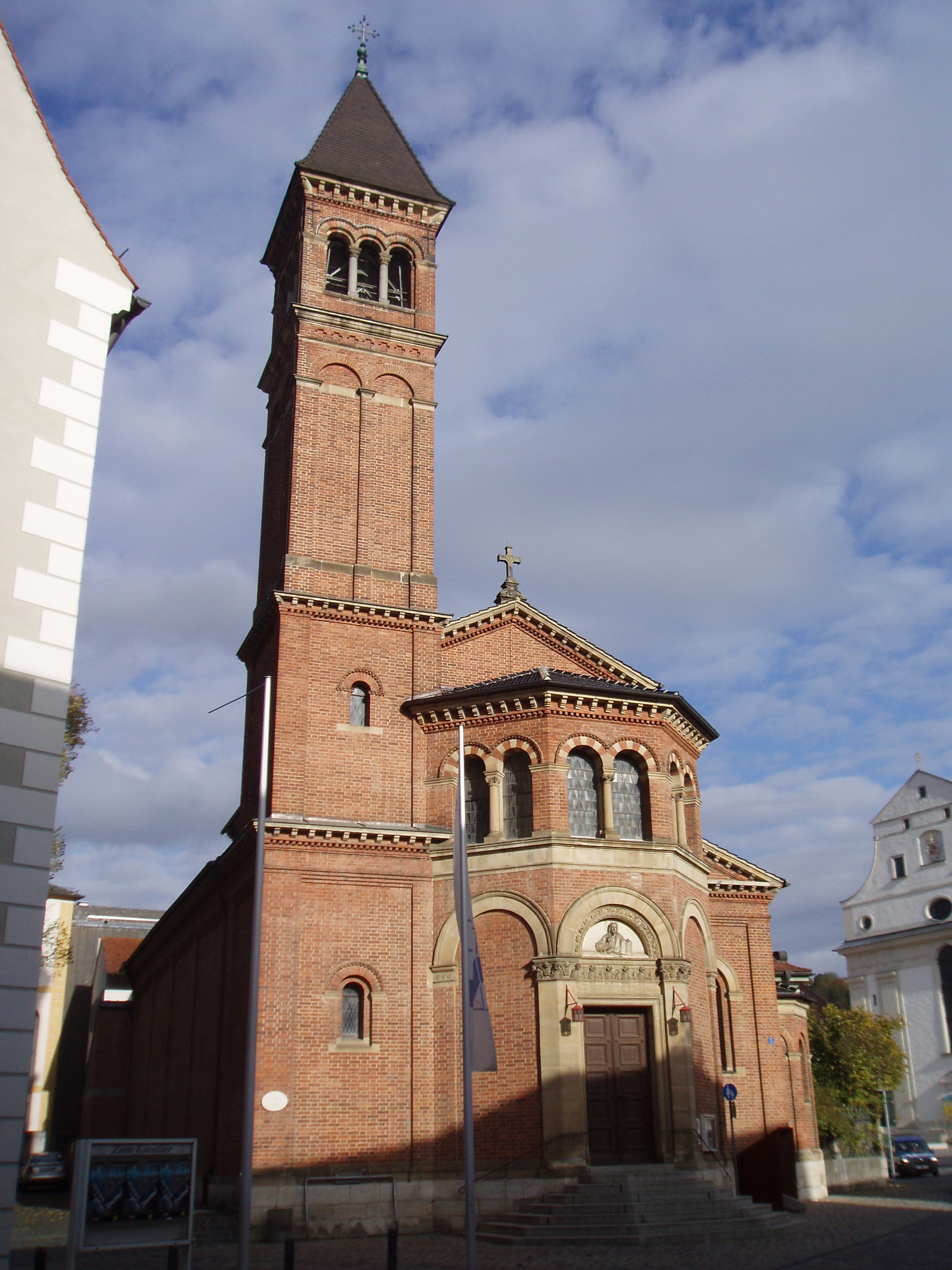
Die Erlöserkirche in Eichstätt

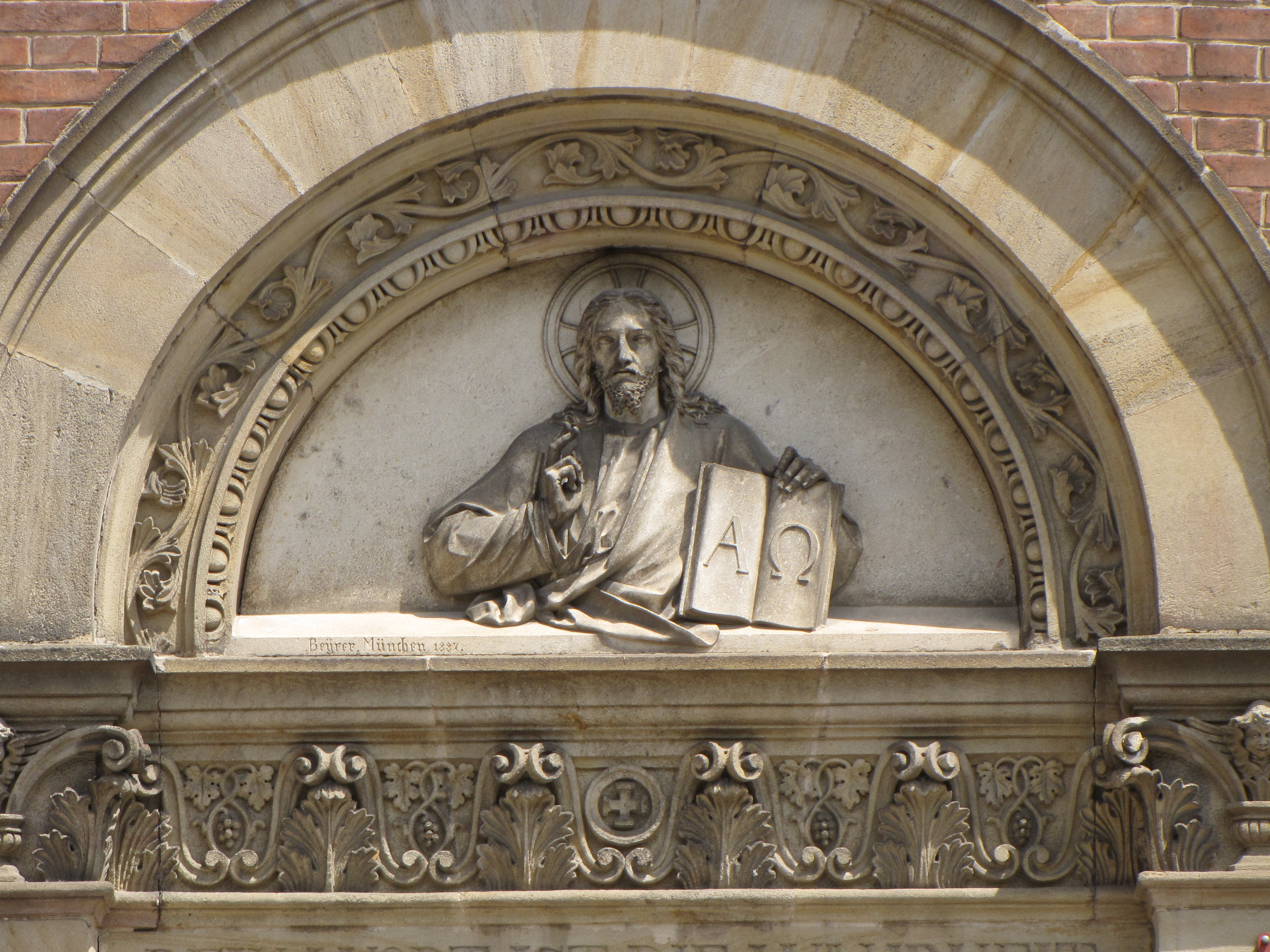
Steinrelief von Josef Beyrer über dem Eingang

Die Erlöserkirche (ⓘ) in Eichstätt ist eine evangelisch-lutherische Kirche in der Kreis- und Universitätsstadt des oberbayerischen Landkreises Eichstätt und im evangelischen Evangelisch-Lutherischen Dekanat Pappenheim.

## Lage
Die Erlöserkirche liegt inmitten der Altstadt am Übergang vom Residenzplatz zum Leonrodplatz; sie hat die Hausnummer Residenzplatz 17.

## Vorgeschichte
In Eichstätt als der Residenzstadt des Hochstifts Eichstätt gab es bis zur Säkularisation 1803 keine evangelischen Christen. Zwar berührte die Reformationsbewegung Eichstätt. Sie konnte aber nur dort Fuß fassen, wo sich das Bistum Eichstätt mit anderen Herrschaftsgebieten überschnitt, nämlich mit dem Herzogtum Pfalz-Neuburg, wo allerdings die Gegenreformation die vorreformatorischen religiösen Zustände wiederherstellte, und mit dem Markgrafentum Ansbach-Brandenburg. Nach der Säkularisation ließen sich auch evangelische Christen im Herzgebiet der Diözese, dem ehemaligen Hochstift, und in der Bischofsstadt nieder, wenn auch zunächst in geringer Zahl. Die so allmählich entstandene evangelisch-lutherische Gemeinde verfügte anfangs über keine eigene Kirche, sondern war auf die drei Wegstunden entfernte Kirche von Bieswang bei Pappenheim angewiesen, wo die Reformation 1566/67 unter den Reichserbmarschällen und Grafen von Pappenheim Einzug gehalten hatte; deren Wappen findet man auch in der dortigen Kirche.
Ab dem 16. November 1845 gab es dann in Eichstätt evangelische Gottesdienste. Sie wurden zunächst 14-täglich im oberen Rathaussaal abgehalten, dann ab 1848 (Einweihung: 26. November) in einem kirchlichen Raum, der im Vorderhaus des barocken Hofes Welden eingerichtet war. Dieser Hof war sehr wahrscheinlich von Gabriel de Gabrieli im Auftrag des Kanonikers und Domdekans Johann Ludwig Joseph Freiherr von Welden (* 1707; † 1748) erbaut worden und wurde 1847 einem Kaffee- bzw. Weinwirt abgekauft und bis 1848 umgebaut (seit 1886 dient er mit der Adresse Leonrodplatz 2 als evangelische Pfarrhaus). Dadurch wurde gewissermaßen eine Tradition wieder aufgegriffen, denn Welden hatte ebenfalls im Erdgeschoss eine St.-Josephs-Kapelle eingebaut. Im rückwärtigen Anbau wohnte der Vikar des 1849 errichteten evangelischen Vikariats Eichstätt. Der ebenfalls im rückwärtigen Gebäudeteil befindliche mittelalterliche, runde Turm diente als Glockenturm. 1864 wurde das Vikariat in eine Pfarrstelle umgewandelt, wodurch das Filialverhältnis zu Bieswang erlosch. Das weitere Wachstum der Gemeinde machte schließlich den Neubau einer größeren Kirche erforderlich.

## Die Erlöserkirche
Den Planungsauftrag erhielt im Januar 1882 der Architekt August Thiersch (1843–1917), Professor an der Technischen Hochschule München, dessen Hauptwerk die katholische St. Ursulakirche in München-Schwabing von 1894 bis 1897 werden sollte. Er lieferte die Pläne, die von ihm noch mehrmals abgeändert werden mussten. Am 11. Mai 1886 fand der erste Spatenstich statt und am 30. Juni 1886 wurde der Grundstein gelegt. Der Kirchenbau ist im Anschluss an den Hof Welden circa nord-südlich ausgerichtet; er wurde in einem neuromanisch-italienischen Stil als dreischiffige, basilikale Anlage mit einem hoch aufragenden, pyramidenbekrönten Turm errichtet, wodurch die Kirche sich vom überwiegend barocken Stadtbild deutlich abhebt. Die feierliche Einweihung erfolgte am 23. November 1887.
Die oberste Bauleitung lag bei Professor Thiersch. Der Bau wurde im Wesentlichen aus Ziegeln (aus Gaimersheim) ausgeführt. Das rechteckige Langhaus hat eine Holzkassettendecke. Der halbkreisförmige, erhöhte und durch drei Rundbogenfenster belichtete Altarraum befindet sich im Norden des Baues, die polygonale Taufkapelle an der östlichen Langseite. Der viergeschossige Glockenturm in Art eines Campanile ist südwestlich der Kirche an das Langhaus angelehnt. Das Christusrelief über dem Eingangsportal der polygonalen Vorhalle, die auch die Orgelempore enthält, ist ein Werk des Bildhauers Josef Beyrer in München. 1979 erhielt die bislang namenlose Kirche die Bezeichnung „Erlöserkirche“.

## Innenausstattung

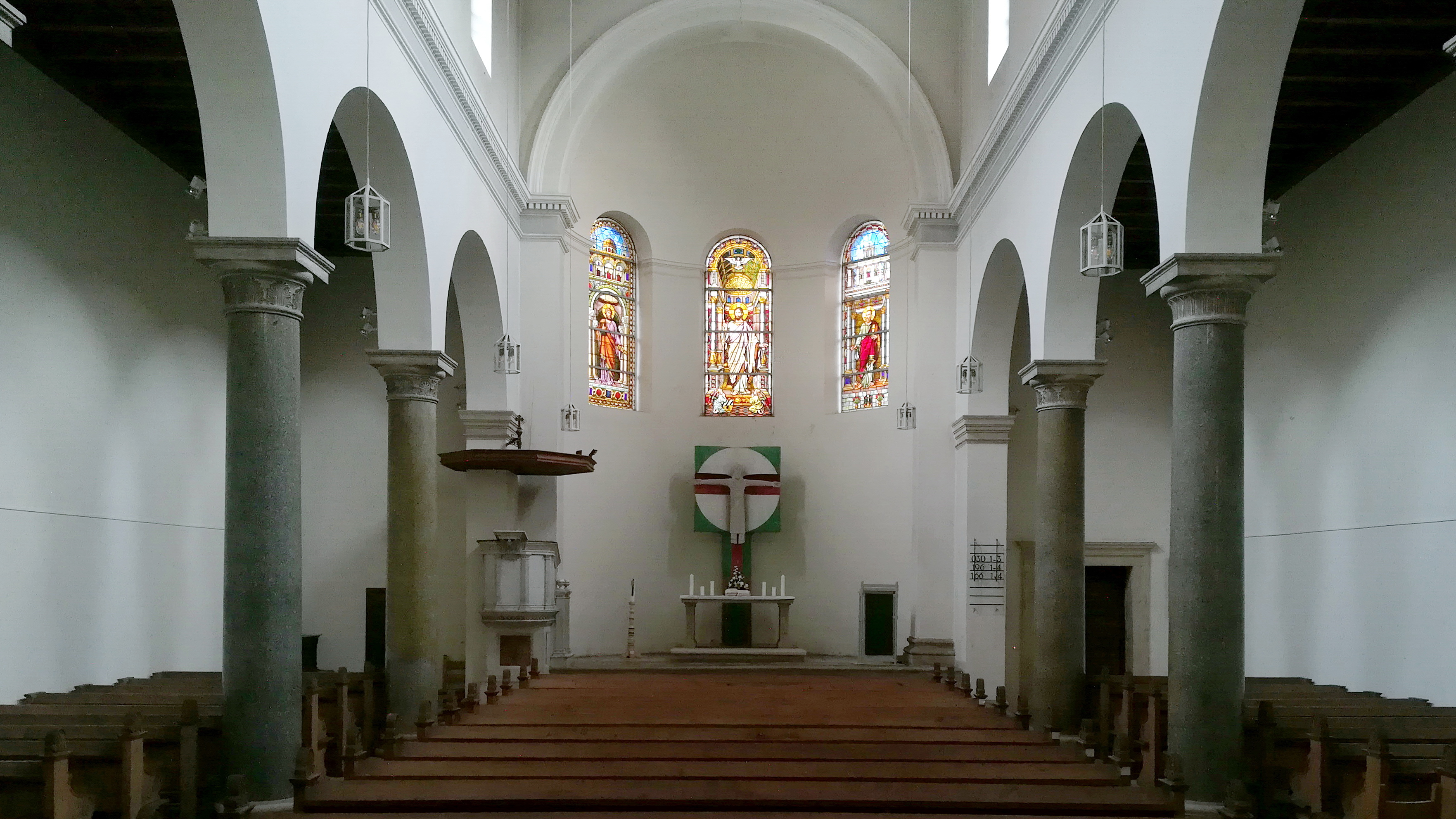
Erlöserkirche: Altarraum

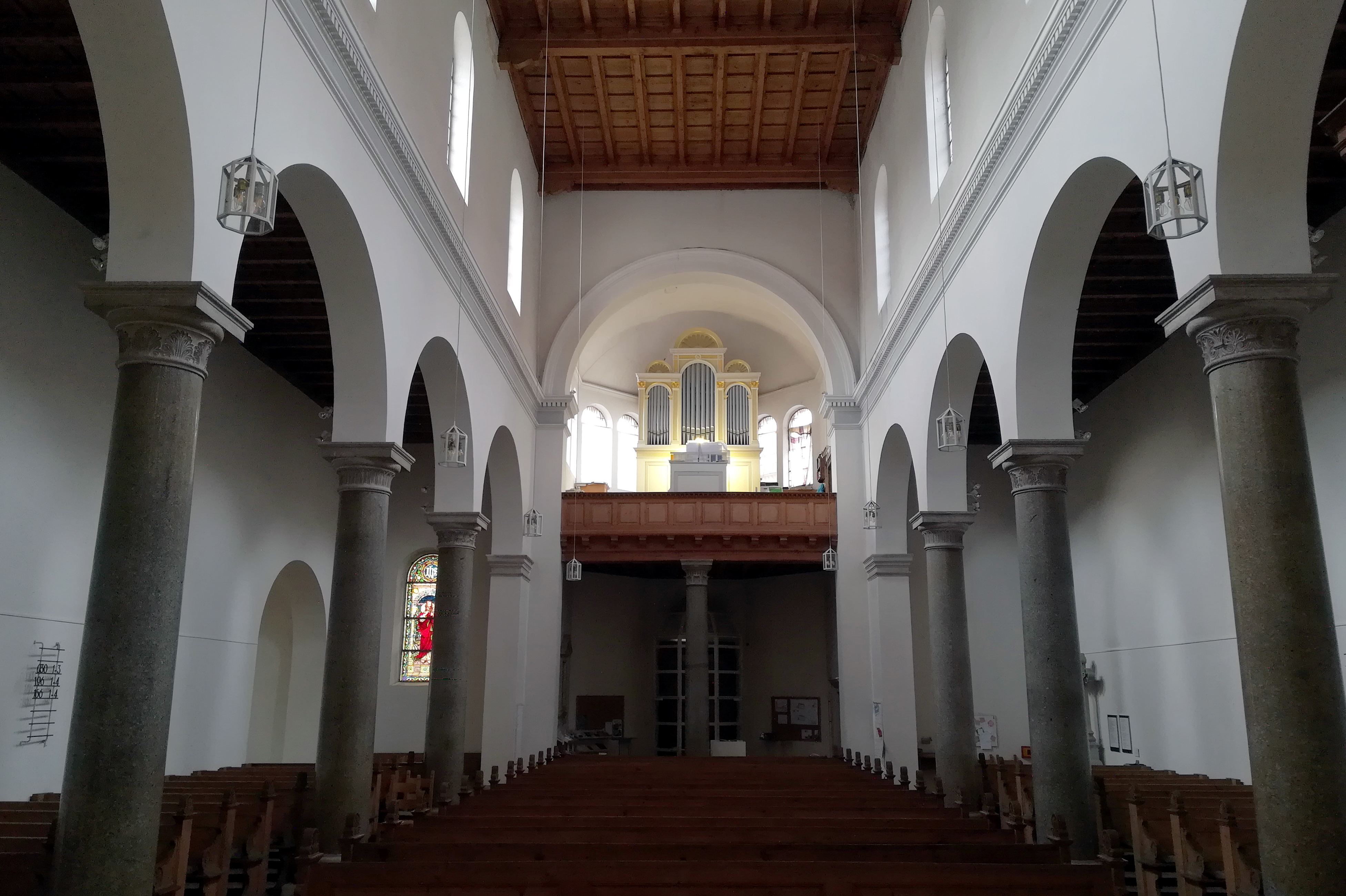
Erlöserkirche: Innenraum

Das Innere der Erlöserkirche ist gemäß den Plänen von Professor Thiersch schlicht gehalten. Erwähnenswert sind die Fenster mit Glasmalereien von Karl de Bouché, München, in der Apsis, die Christus, Petrus und Paulus lebensgroß darstellen, und die der Taufkapelle; die Entwürfe hierzu lieferte der Historienmaler Ludwig Thiersch. Nach einer Zeichnung von August Thiersch erfolgte auch die Kruzifixdarstellung aus Carrara-Marmor durch den Münchner Bildhauer Thomas Dennerlein; ursprünglich im Altarraum angebracht, befindet sich das Kruzifix heute in der seit 1999 existierenden Meditationsecke im hinteren Teil der Kirche. Von Dennerlein stammt auch der Adler als Symbol des Evangelisten Johannes unter dem Kanzelpult. Die ursprünglichen Wandmalereien der Apsis und des Langhauses sind seit einer Renovierung im Jahr 1959 nicht mehr zu sehen. Die noch heute bespielte Orgel baute die Firma Steinmeyer in Oettingen. 1960 kamen drei neue Glocken in den Turm, gegossen von der Glockengießerei Bachert in Karlsruhe. Die mächtige Erlösergestalt in der Apsis hinter dem Altar aus einer Juramarmorplatte schuf der Bildhauer Reinhard Fuchs, Untersteinbach; sie wurde am 24. November 1974 geweiht. Von 1977 stammt der von Professor Jürgen Weber, Braunschweig, geschaffene bronzene Taufsteindeckel, der die Taufe Jesu zeigt. – Gelegentlich wurden in den letzten Jahren die Wände der Seitenschiffe zu Ausstellungszwecken genutzt. Außen rechts neben der Vorhalle mit ihrer fächerförmigen Freitreppe steht seit einigen Jahren ein modernes Kunstwerk.
Das ursprüngliche Nordtor zum Hof Welden, das mit einer lateinischen Inschrift von 1578 an der Hofbesitzer und Kanoniker Johannes Rudolf Vogt von Summerau († 1601) erinnert, wurde nach Umwandlung des benachbarten früheren Humanistischem Gymnasiums (so 1842–1977), des vormaligen Ulmer Hofes, zur Teilbibliothek der Katholischen Universität Eichstätt-Ingolstadt freistehend hinter dem evangelischen Pfarrhaus wiederaufgebaut.